# Dödens trädgård

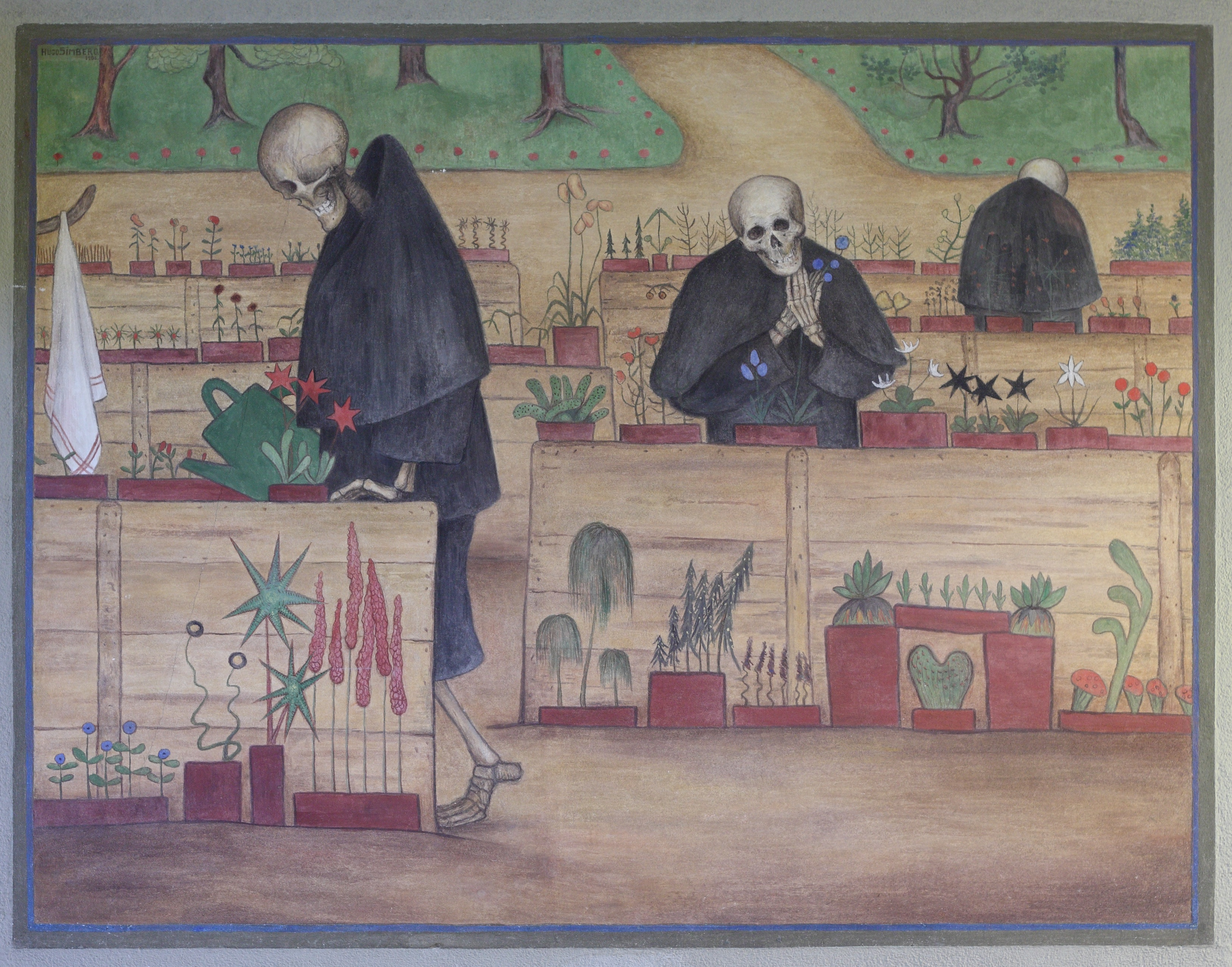
Fresk i Tammerfors domkyrka.

Dödens trädgård är en målning av den finländske konstnären Hugo Simberg från 1896. Den är utställd på Ateneum i Helsingfors.
Dödens trädgård tillkom under Simbergs första utlandsresa till Paris 1896. Han återkom till detta motiv senare, bland annat en fresk i Tammerfors domkyrka som utfördes 1905–1906.
Simberg är framför allt förknippad med symbolistiskt måleri och döden, djävulen och ängeln (till exempel Den sårade ängeln) är vanligt förekommande motiv i hans konst. Döden är dock en välvillig varelse hos Simberg och dödens trädgård en plats som själarna hamnar i innan de kommer till himlen. 